# 0.0.0.0
IPv4において、0.0.0.0は全ビットが0のIPアドレスであり、無効、不明、または適用外の対象を指定するために使用されるルーティング不可のメタアドレスである。このアドレスには、いくつかの特別な意味が割り当てられている。

## ホストアドレスとして
ホストアドレスとしての0.0.0.0の用法には、以下のものがある。
- 「任意のIPv4アドレス」を意味する。サーバを設定するとき（すなわちlistenするソケットをバインドするとき）に使用される。C言語ではINADDR_ANYとしてマクロ定義されている（bind(2)はインタフェースではなくアドレスにバインドする）。
- ホストにまだアドレスが割り当てられていないときに、ホストが自分自身を指すのに使用するアドレス。DHCPで最初のDHCPDISCOVERパケットを送信するときなどに使用する。
- DHCPによるアドレス取得に失敗したときに、ホストが自分自身に割り当てるアドレス（ホストのIPスタックが対応している場合）。最近のオペレーティングシステムでは、これはAPIPAメカニズムに置き換えられている。
- 対象が利用できないことを明示的に指定する[1]。

サーバにおいては、0.0.0.0は「ローカルマシン上の全てのIPv4アドレス」を意味する。ホストに192.168.1.1と10.1.2.1の2つのIPアドレスがあり、そのホストで実行されているサーバが0.0.0.0で待ち受けするように構成されている場合、どちらのIPアドレスに対しても到達可能になる。

## デフォルトルートとして
ルーティングにおいては、通常、0.0.0.0はデフォルトルートのネットワークアドレスとして0のサブネットマスクとともに使用される。これは"0.0.0.0/0"や"0.0.0.0 0.0.0.0"として表現される。
これは、IPv4アドレス空間内の全てのアドレスと一致し、ローカルルータに向けられている。

## IPv6において
IPv6では、全てが0のアドレスは通常"::"として表現される。